# ゲルゾーン・フォン・ブライヒレーダー

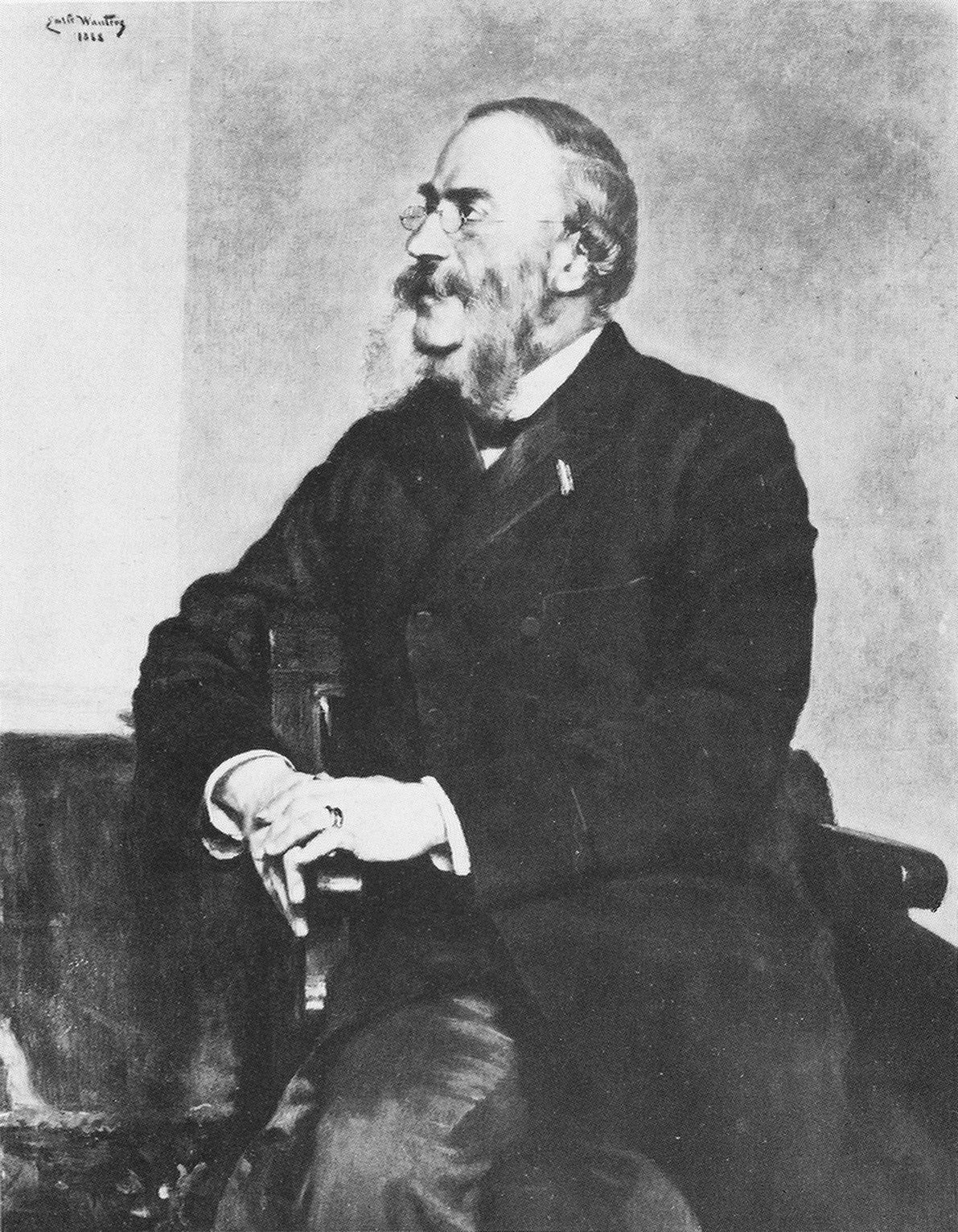
1888年のゲルゾーン・フォン・ブライヒレーダー

ゲルゾーン・フォン・ブライヒレーダー (独: Gerson von Bleichröder, 1822年12月22日 - 1893年2月18日) は、プロイセン王国のユダヤ系宮廷銀行家。宮廷ユダヤ人の代表的な人物。

## 経歴
ブライヒレーダー銀行を設立したザムエル・ブライヒレーダーの長男としてベルリンに生まれる。
フランクフルト・ロートシルト家（英語読みでロスチャイルド家）の傘下でブライヒレーダー銀行を経営した。
1859年、ドイツ連邦プロイセン全権公使だったオットー・フォン・ビスマルクは、駐ロシア大使に左遷され、フランクフルトを離任することになったが、この際にフランクフルト・ロートシルト家当主マイアー・カール・フォン・ロートシルトの晩餐に招かれた。そこでブライヒレーダーを紹介されたビスマルクは以降彼を個人銀行家に指名し、自身の財産管理を任せるようになった。
ブライヒレーダーはビスマルク個人の財産の多額の立て替えをし、株式についての助言を行った。また国政の経済政策面でも宰相ビスマルクの顧問として活躍した。普仏戦争でのフランス政府との賠償金交渉ではビスマルクの命で非公式の交渉を行った。参謀総長モルトケの部下たちはこれを疎ましく思い、ブライヒレーダーのことを「宰相の御用ユダヤ人（des Kanzlers Privatjude）」と呼んで蔑視していたという。
ドイツ帝国建設から数年間、ビスマルクは自由主義右派との連携を深め、強硬保守派との亀裂が生じていたが、強硬保守派はビスマルクの自由主義傾斜はブライヒレーダーが原因とみて彼を集中的に攻撃した。1875年6月には強硬保守新聞『十字章新聞』が「ブライヒレーダー＝デルブリュック＝カンプハウゼン時代」という政府の経済政策に大きな影響を及ぼしている3人を批判する論文を掲載したが、その3人の中でもとりわけユダヤ人銀行家であるブライヒレーダーが攻撃の中心にされていた。
1878年にベルリン会議出席のため訪独したベンジャミン・ディズレーリもブライヒレーダーについて次のように語っている。「彼はもともとロートシルトの代理人だったが、プロイセンの戦争が大きなチャンスとなり、今ではかつての主人のライバルと目されるほどになっている。（略）ブライヒレーダー氏はビスマルク侯の側近であり、毎朝彼に接見しており、本人の弁によれば、彼に忌憚なく語ることを許されている唯一の人物である。」。
とはいえビスマルク当人はブライヒレーダーの報告書を全面的に採用するわけでもなく、ブライヒレーダーが提出する報告書にビスマルクはアンダーラインと懐疑を意味する疑問符をよく付けている。
しかしビスマルクと彼の関係は彼の死去まで続き、彼の巧みな財産管理のおかげでビスマルクは巨額の財産を得ることができた。